# P29
P29, poprzednio Boltenhagen – okręt patrolowy sił zbrojnych Malty wschodnioniemieckiego projektu 89.1 (typu Kondor I), służący poprzednio w Ludowej Marynarce NRD. Wszedł do służby w NRD w 1970 roku pod nazwą „Boltenhagen” jako trałowiec, następnie służył jako patrolowiec pogranicza. Po zjednoczeniu Niemiec służył w Deutsche Marine do 1997, kiedy został sprzedany Malcie i przemianowany na P29. Po wycofaniu z eksploatacji w 2007 okręt został zatopiony u brzegów Ċirkewwy jako sztuczna rafa i miejsce nurkowe. W pobliżu znajduje się wrak MV „Rozi”.

## Budowa
Okręt należał do pierwszej serii wschodnioniemieckich trałowców projektu 89.1, oznaczonego w kodzie NATO jako typ Kondor I, zaprojektowanego i zbudowanego w NRD. Zbudowano go w stoczni Peene-Werft w Wolgaście, pod numerem 89.118. Rozpoczęcie budowy nastąpiło 8 października 1969 roku. Okręt został zwodowany 22 maja 1970 i oddany do służby 19 września tego samego roku. Był osiemnastym okrętem tego typu, który został zbudowany w stoczni i został nazwany „Boltenhagen” po miejscowości o tej samej nazwie w okręgu Rostock.

## Skrócony opis
Okręt miał wyporność standardową 329 ts, zaś pełną 361 ts, jego długość całkowita wynosiła 52 m, szerokość całkowita 7,1 m zaś zanurzenie 2,3 m. Napęd jednostki stanowiły dwa silniki Diesla 40 DM o mocy 2942 kW. Prędkość maksymalna wynosiła 20 węzłów, zasięg około 3000 mil morskich przy prędkości 12 węzłów.
Załoga początkowo obejmowała 24 osoby, później w służbie NRD jako patrolowiec 18 osób, a w służbie Malty liczyła 25 osób (w tym 2 oficerów).
Uzbrojenie w służbie niemieckiej stanowiło jedno podwójnie sprzężone działko przeciwlotnicze kalibru 25 mm 2M-3M w odkrytej wieży na pokładzie dziobowym. W drugiej połowie lat 80. okręt mógł otrzymać czteroprowadnicową wyrzutnię Fasta-4M lub FAM-4 dla samonaprowadzających się pocisków przeciwlotniczych obrony bezpośredniej Strzała-2M. Na Maltę okręt został sprzedany bez uzbrojenia, po czym zamontowano w 1999 roku poczwórnie sprzężony karabin maszynowy kalibru 14,5 mm ZPU-4.
Wyposażenie stanowiła stacja hydrolokacyjna KLA-58m i radar nawigacyjny TSR 333. Początkowo okręt miał także zestaw trałów produkcji NRD i ZSRR: kontaktowe MSG-1 lub SDG/RL, elektromagnetyczne KFRG/RL lub HFG-13m lub HFG-24m oraz akustyczny AT-2. Przed sprzedażą na Maltę stację hydrolokacyjną zdemontowano, natomiast okręt otrzymał radar nawigacyjny produkcji zachodniej Racal Bridgemaster 250/360.

## Przebieg służby
Trałowiec „Boltenhagen” wszedł do służby Volksmarine 19 września 1969 roku i został przydzielony do 5 Dywizjonu Trałowców (5. MSRA) 1 Flotylli w Peenemünde, a od 1971 roku do 1 Dywizjonu Trałowców tej flotylli. Już między 1971 a 1973 rokiem, po wejściu do służby nowszych okrętów, został przeniesiony do 4 Dywizjonu Okrętów Pogranicza (4. GSA – Grenzschiffabteilung) 6 Brygady Granicznej Wybrzeża (6. GBK – Grenzbrigade Küste). Służył jako patrolowiec pogranicza, a sprzęt przeciwminowy po pewnym czasie zdemontowano, zmniejszając załogę do 18 ludzi. Nosił numer burtowy 352, od 1971 roku: 312, a od 1975: G 443 (druga cyfra wskazywała numer dywizjonu).
Po zjednoczeniu Niemiec trałowiec, wraz z większością jednostek swojego typu został wycofany ze służby. Jednak był później używany przez niemiecką straż przybrzeżną jako okręt patrolowy. Nazwa „Boltenhagen” została zachowana, ale jednostka otrzymała numer taktyczny BG31. Zdemontowano działa okrętu, wymieniono wyposażenie radiowe i radarowe oraz przemalowano okręt. Jednostka, jako ostatnia typu Kondor I w niemieckiej straży przybrzeżnej została wycofana z eksploatacji 30 czerwca 1996.
Były trałowiec został 24 lipca 1997 zakupiony przez Maltę i otrzymał numer taktyczny P29. Okręt ponownie dołączył do swoich siostrzanych jednostek P30 (oryginalnie „Ueckermünde”) i P31 (oryginalnie „Pasewalk”), które zostały zakupione przez Maltę w 1992. P29 stał się jednostką patrolową w ramach dowództwa operacji morskich Morskiego Dywizjonu Sił Zbrojnych Malty. Ponieważ dawne trałowce były kupowane nieuzbrojone, zamontowano na nich poczwórne karabiny maszynowe kalibru 14,5 mm ZPU-4.
P29 był wykorzystywany do zabezpieczania wybrzeża Malty przed przemytem oraz do operacji kontroli granicznej. Jednostka została wycofana z eksploatacji w 2004 i we wrześniu 2005 zakupiona przez Maltański Urząd Turystyki. Po oczyszczeniu została 14 sierpnia 2007 zatopiona w pobliżu portu Ċirkewwa, aby służyła jako miejsce do nurkowania i sztuczna rafa.

## Wrak
Wrak leży teraz na głębokości około 35 metrów, ale całe nurkowanie można wykonać na 25 metrach. Najwyższy punkt wraku znajduje się na głębokości tylko 12 metrów od powierzchni. Ponieważ okręt został zatopiony stosunkowo niedawno, potrzeba trochę czasu, aby pojawiło się wokół niego więcej życia morskiego. Jednak od czasu zatonięcia zaczęły się już na nim osiedlać m.in. ukwiały Alicia mirabilis, kałamarnice, strwolotki i płaszczki.
W 2013 roku P29 znalazł się na liście „10 najbardziej niesamowitych zatopionych statków na Ziemi” magazynu „Amazing Beautiful World”.

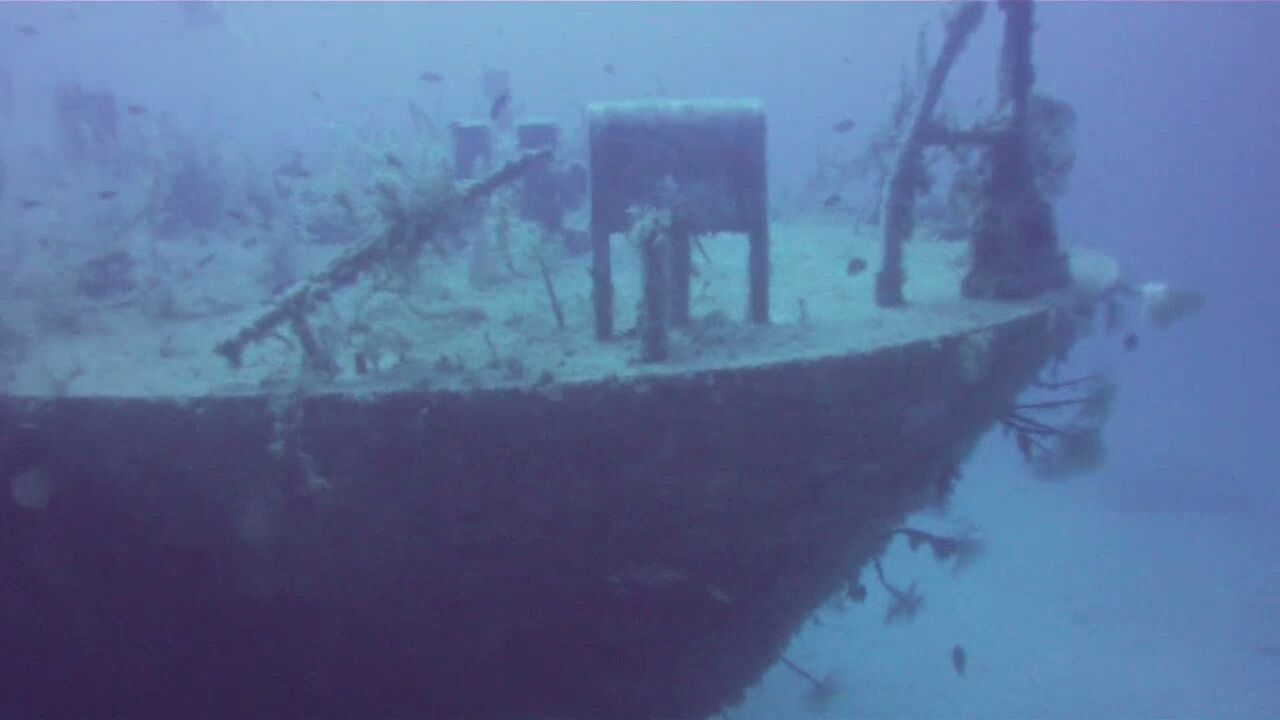
Dziób
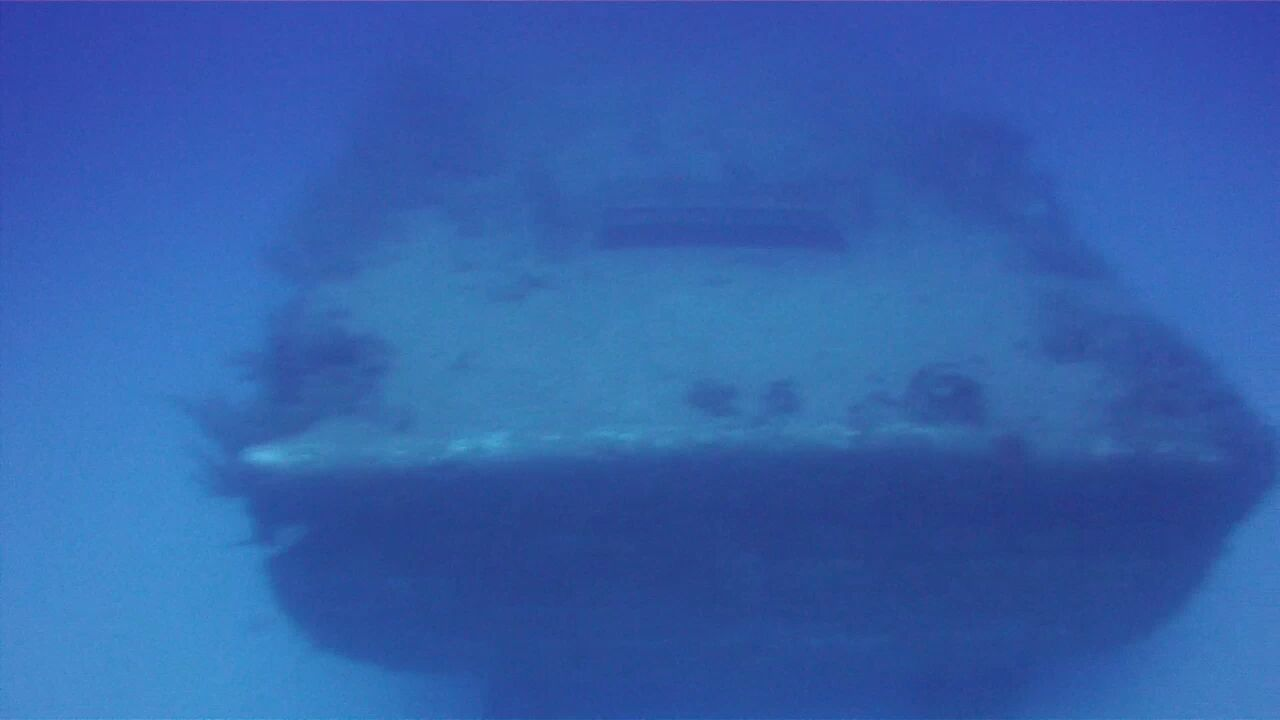
Rufa
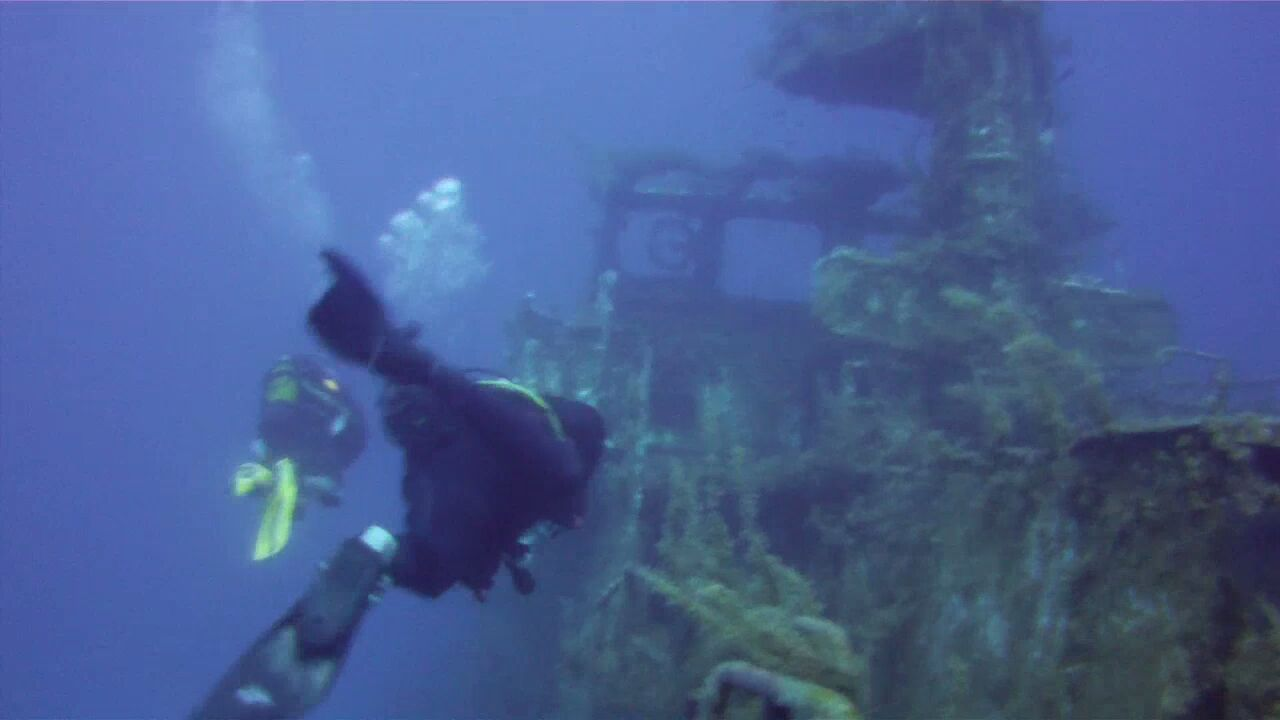
Nadbudówka
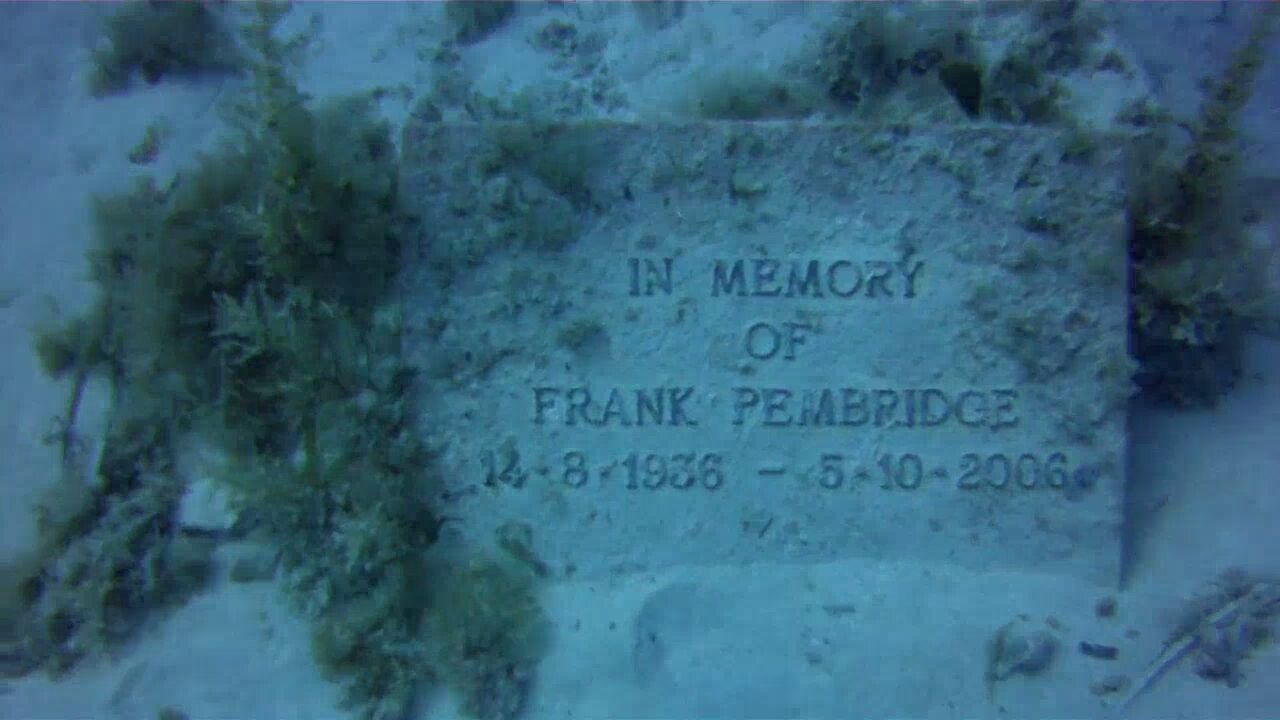
Tablica pamiątkowa ku czci Franka Pembridge’a
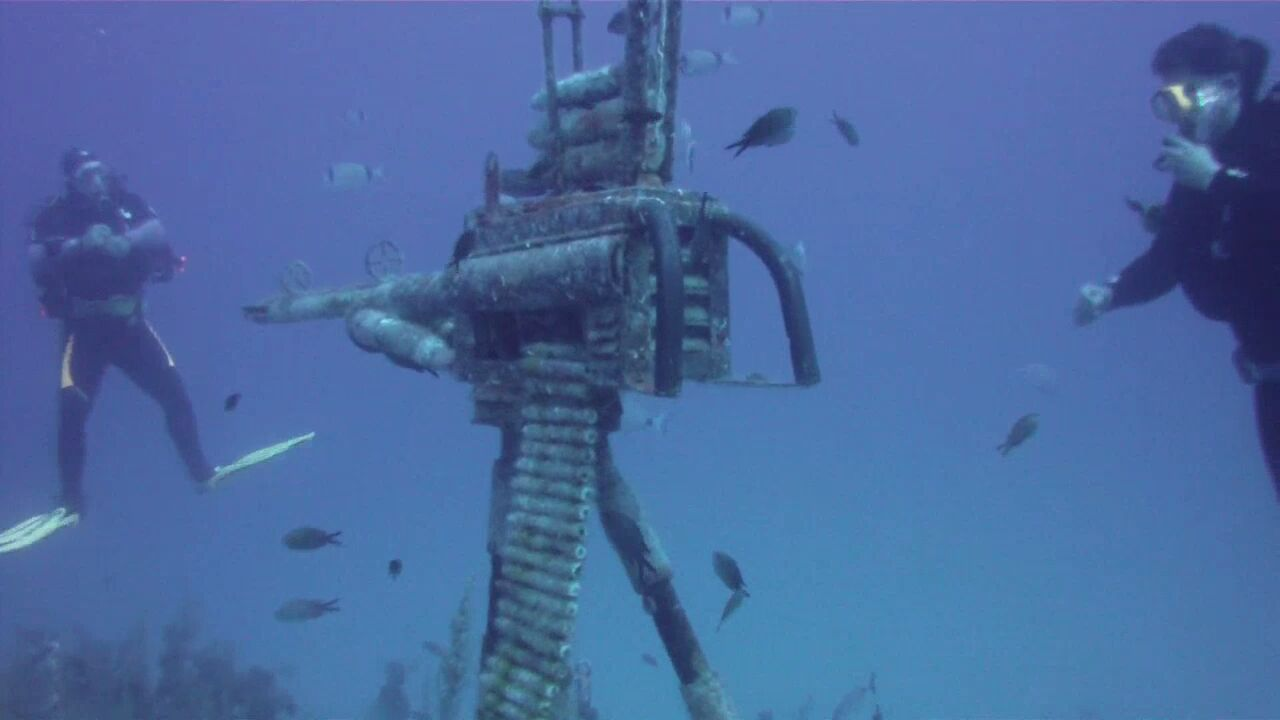
Makieta karabinu maszynowego